# Conrad Lycosthenes
Conrad Lycosthenes of eigenlijk Conrad Wolffhart (Rouffach, 8 augustus 1518 - Bazel, 25 maart 1561), was een humanist en encyclopedist en wordt gezien als een van de beduidenste universele geleerden van de 16e eeuw. Hij stelde verzamelingen van aforismen uit de klassieke oudheid samen.
- Biblioteca Nacional de España: XX1009469
- Bibliothèque nationale de France: cb134909745 (data)
- Catàleg d'autoritats de noms i títols de Catalunya: 981058510126006706
- Gemeinsame Normdatei: 123403855
- International Standard Name Identifier: 0000 0001 0927 1796
- Library of Congress Control Number: n88050457
- Nationale Bibliotheek van Tsjechië: mzk2008459121
- Nationale bibliotheek van Australië: 35051929
- Nationale Bibliotheek van Israël: 987007264705605171
- Nederlandse Thesaurus van Auteursnamen: 073275735
- Istituto Centrale per il Catalogo Unico: SBLV223595
- LIBRIS: 228540
- SNAC: w6hj1240
- Système universitaire de documentation: 05020369X
- Trove: 812539
- Virtual International Authority File: 95151182
- WorldCat: E39PBJdmmt7VFVdhQVym3Xbw4q